# Journée internationale des professeurs de français
Pour un article plus général, voir Enseignement du français.

Logo de la JIPF.

La Journée internationale des professeurs de français (JIPF) a été instituée en 2019 pour célébrer les enseignants de français et ceux qui enseignent en français dans les formations bilingues, dans le monde entier.

## Organisation
Cet événement est coordonné par la Fédération internationale des professeurs de français autour d'un comité international d'organisation qui regroupe :
- l'Organisation internationale de la Francophonie (OIF)[1].
- trois ministères français : Affaires étrangères, Éducation nationale, Culture[2].
- Wallonie-Bruxelles International[3].
- l'Institut français[4].
- la Fondation Alliance française[5].
- France Médias Monde (RFI, France 24, MCD)[6],[7].
- TV5 Monde[8].
- l'AEFE[9].
- France Éducation international (FEI, ex CIEP)[10].
- l'Agence universitaire de la Francophonie (AUF)[11].

## Date et contenu
Elle est célébrée chaque année le dernier jeudi de novembre autour d'événements organisés par des comités nationaux constitués par les associations nationales ou régionales de professeurs de français et de départements universitaires de français. Elle succède dans différents pays à des journées nationales organisées localement.
Dans certains cas, une journée des professeurs de français est organisée avec un autre calendrier par exemple en Allemagne le Französischlehrertag organisé conjointement par l'université de la Sarre et l'Institut Goethe de Nancy,.